# UC 알비노레페
우니오네 칼초 알비노레페(이탈리아어: Unione Calcio AlbinoLeffe S.r.l.)는 이탈리아의 축구 클럽으로, 베르가모현 레페와 알비노를 연고지로 한다. 현재 세리에 B에서 활약하고 있다.
1998년 당시 세리에 C2에서 활약하고 있던 알비네세 칼초(Albinese Calcio)와 SC 레페(S.C. Leffe)를 합병해서 창단되었다. 1998-99 세리에 C2 시즌에서 준우승을 차지하면서 세리에 C1으로 승격되었고 2002-03 시즌에서 준우승을 차지하면서 세리에 B로 승격되었다.

## 성적
- 코파 세리에 C

우승 1회 (2001-2002)

## 선수 명단

### 현역
참고: FIFA 자격 규정에 따라 소속된 국가대표팀 국기를 표시합니다. 선수는 복수의 FIFA 비회원국 국적을 가지고 있을 수 있습니다.
| 번호 | 포지션 | 국적         | 이름               |
| ---- | ------ | ------------ | ------------------ |
| 10   | FW     | 코트디부아르 | 모하메드 알리 조마 |

| 번호 | 포지션 | 국적 | 이름 |
| ---- | ------ | ---- | ---- |